# Wysłannicy Śmierci
Wysłannicy Śmierci (niem. Die Boten des Todes) – baśń braci Grimm opublikowana w 1840 roku w czwartym wydaniu ich zbioru Baśni (tom 2, nr 177).  

## Treść
Pewien olbrzym spotkał na swojej drodze Śmierć. Stoczył z nią ciężką walkę, w wyniku której Śmierć został pokonana i ledwo żywa porzucona przy drodze.
Jakiś czas później tę samą drogę przemierzał pewien człowiek. Kierując się miłosierdziem, przyszedł Śmierci z pomocą, opatrując ją. Kiedy Śmierć doszła do siebie, ujawniła mu swoją tożsamość. Oświadczyła, że w nagrodę za jego pomoc, kiedy przyjdzie jego pora by umrzeć, uprzedzi go o swoim przyjściu wysyłając wcześniej wysłanników.
Parę lat później człowiek ten ciężko zachorował. Choroba wydawała się śmiertelna, ale człowiek zachował optymizm, gdyż nie zjawił się żaden z wysłanników, o których Śmierć wspominała. Zdumiał się więc, kiedy po wyzdrowieniu ujrzał Śmierć w swoich drzwiach. Zarzucił jej, że łamie dane słowo, gdyż obiecała, że uprzedzi go o swoim przyjściu przez wysłanników. Wówczas Śmierć odparła, że jego choroba wraz z objawami to byli jej wysłannicy. Potem człowiek ów umarł.